# Tour de Fuzhou de 2019
A 8.ª edição do Tour de Fuzhou foi uma carreira de ciclismo de estrada por etapas que se celebrou entre 17 e 23 de novembro de 2019 com início na cidade de Ma Wei e final no Xiaotangshan Culture Center na cidade de Eŏngtài Xiàn na China. O percurso constou de um total de 7 etapas sobre uma distância total de 813,4 km.
A carreira fez parte do circuito UCI Asia Tour de 2020 dentro da categoria 2.1. O vencedor final foi o cazaque Artur Fedosseyev da Shenzhen Xidesheng seguido do também cazaque Ilya Davidenok, colega de equipa do ganhador, e o colombiano Carlos Quintero da Ningxia Sports Lottery Livall.

## Equipas participantes
Tomaram a partida um total de 22 equipas, dos quais um é de categoria Profissional Continental, 18 Continental e 3 selecções nacionais, quem conformaram um pelotão de 126 ciclistas dos quais terminaram 107. As equipas participantes foram:
| Equipe profissional Continental- Delko-Marseille Provence Equipes Continentais (18)- Canyon DHB p/b Bloor Homes - Ferei - Hengxiang - Memil - Taiyuan Miogee - Team Illuminate - Terengganu Inc-TSG Cycling Team - ProTouch - Minsk Cycling Club - HKSI - Monkey Town-à Bloc CT - St George Continental Cycling Team - Aisan Racing Team - Seoul Cycling Team - Mitchelton-BikeExchange - Shenzhen Xidesheng - Ningxia Sports Lottery Livall Gusto - Giant Equipes nacionais (3)- Malásia - Taipé Chinês - Rússia |
| |

## Etapas
| Etapa | Data    | Percurso                                    | type           | Distância (km) | Vencedor              | Líder geral      |
| ----- | ------- | ------------------------------------------- | -------------- | -------------- | --------------------- | ---------------- |
| 1     | 17 nov. | Mawei District – Guling                     | alta montanha  | 107,4          | Ilya Davidenok        | Ilya Davidenok   |
| 2     | 18 nov. | Langqi Town – Langqi Town                   | etapa plana    | 118            | Rory Townsend         | Ilya Davidenok   |
| 3     | 19 nov. | Fuzhou – Changle District                   | etapa plana    | 113            | Ivar Slik             | Ilya Davidenok   |
| 4     | 20 nov. | Condado de Lianjiang – Condado de Lianjiang | média montanha | 106,8          | Rory Townsend         | Ilya Davidenok   |
| 5     | 21 nov. | Fuqing – Fuqing                             | etapa plana    | 123            | Lev Gonov             | Ilya Davidenok   |
| 6     | 22 nov. | Eŏngtài Xiàn – Yunding Shan                 | alta montanha  | 128,2          | Jambaljamts Sainbayar | Artur Fedosseyev |
| 7     | 23 nov. | Eŏngtài Xiàn – Eŏngtài Xiàn                 | etapa plana    | 117            | Alexei Shnyrko        | Artur Fedosseyev |

## Classificações finais
As classificações finalizaram da seguinte forma:

### Classificação geral
| \| Classificação geral \| Classificação geral \| Classificação geral \| Classificação geral \| Classificação geral \| \| Ciclista \| Ciclista \| Equipe \| Tempo \| \| \| ------------------- \| --------------------- \| ----------------------------------- \| ------------------- \| ------------------- \| \| 1. \| Artur Fedosseyev \| Shenzhen Xidesheng \| 18h59m34s \| \| \| 2. \| Ilya Davidenok \| Shenzhen Xidesheng \| + 4s \| \| \| 3. \| Carlos Quintero \| Ningxia Sports Lottery Livall Gusto \| + 45s \| \| \| 4. \| Lyu Xianjing \| Hengxiang Cycling Team \| + 51s \| \| \| 5. \| Michael Vink \| St George Continental Cycling Team \| + 1m04s \| \| \| 6. \| Artem Ovechkin \| Terengganu Inc-TSG Cycling Team \| + 1m09s \| \| \| 7. \| Lev Gonov \| Rússia \| + 1m40s \| \| \| 8. \| Jambaljamts Sainbayar \| Ferei \| + 1m46s \| \| \| 9. \| Bailey Walters \| Memil Pro Cycling \| + 1m54s \| \| \| 10. \| Julien El Fares \| Delko Marseille Provence \| + 1m59s \| \| |                       |                                     |           |
| |                       |                                     |           |
| Fonte: ProCyclingStats |                       |                                     |           |
| Classificação geral |                       |                                     |           |
| Ciclista | Ciclista              | Equipe                              | Tempo     |
| 1. | Artur Fedosseyev      | Shenzhen Xidesheng                  | 18h59m34s |
| 2. | Ilya Davidenok        | Shenzhen Xidesheng                  | + 4s      |
| 3. | Carlos Quintero       | Ningxia Sports Lottery Livall Gusto | + 45s     |
| 4. | Lyu Xianjing          | Hengxiang Cycling Team              | + 51s     |
| 5. | Michael Vink          | St George Continental Cycling Team  | + 1m04s   |
| 6. | Artem Ovechkin        | Terengganu Inc-TSG Cycling Team     | + 1m09s   |
| 7. | Lev Gonov             | Rússia                              | + 1m40s   |
| 8. | Jambaljamts Sainbayar | Ferei                               | + 1m46s   |
| 9. | Bailey Walters        | Memil Pro Cycling                   | + 1m54s   |
| 10. | Julien El Fares       | Delko Marseille Provence            | + 1m59s   |

### Classificação por pontos
| Classificação por pontos | Classificação por pontos | Classificação por pontos            | Classificação por pontos | Classificação por pontos |
| Ciclista                 | Ciclista                 | Equipe                              | Pontos                   |                          |
| ------------------------ | ------------------------ | ----------------------------------- | ------------------------ | ------------------------ |
| 1.                       | Blake Quick              | St George Continental Cycling Team  | 44 pts                   |                          |
| 2.                       | Rory Townsend            | Canyon DHB p/b Bloor Homes          | 40 pts                   |                          |
| 3.                       | Lev Gonov                | Rússia                              | 34 pts                   |                          |
| 4.                       | Carlos Quintero          | Ningxia Sports Lottery Livall Gusto | 30 pts                   |                          |
| 5.                       | Charles Page             | Canyon DHB p/b Bloor Homes          | 25 pts                   |                          |
| 6.                       | Ivar Slik                | Monkey Town-À Bloc CT               | 24 pts                   |                          |
| 7.                       | Artur Fedosseyev         | Shenzhen Xidesheng                  | 22 pts                   |                          |
| 8.                       | Aleksandr Smirnov        | Rússia                              | 21 pts                   |                          |
| 9.                       | Zhang Zheng              | Hengxiang Cycling Team              | 20 pts                   |                          |
| 10.                      | Yuan Tang Peng           | Taipé Chinês                        | 20 pts                   |                          |

### Classificação da montanha
| Classificação da montanha | Classificação da montanha | Classificação da montanha           | Classificação da montanha | Classificação da montanha |
| Ciclista                  | Ciclista                  | Equipe                              | Pontos                    |                           |
| ------------------------- | ------------------------- | ----------------------------------- | ------------------------- | ------------------------- |
| 1.                        | Artur Fedosseyev          | Shenzhen Xidesheng                  | 24 pts                    |                           |
| 2.                        | Carlos Quintero           | Ningxia Sports Lottery Livall Gusto | 23 pts                    |                           |
| 3.                        | Ilya Davidenok            | Shenzhen Xidesheng                  | 20 pts                    |                           |
| 4.                        | Joseph Areruya            | Delko Marseille Provence            | 18 pts                    |                           |
| 5.                        | Oleksandr Polivoda        | Ningxia Sports Lottery Livall Gusto | 16 pts                    |                           |
| 6.                        | Jambaljamts Sainbayar     | Ferei                               | 8 pts                     |                           |
| 7.                        | Metkel Eyob               | Terengganu Inc-TSG Cycling Team     | 8 pts                     |                           |
| 8.                        | Lyu Xianjing              | Hengxiang Cycling Team              | 8 pts                     |                           |
| 9.                        | Daniel Pearson            | Canyon DHB p/b Bloor Homes          | 8 pts                     |                           |
| 10.                       | Michael Vink              | St George Continental Cycling Team  | 6 pts                     |                           |

### Classificação por equipas
| Classificação por equipes | Classificação por equipes          | Classificação por equipes | Classificação por equipes |
| Equipe                    | Equipe                             | Tempo                     |                           |
| ------------------------- | ---------------------------------- | ------------------------- | ------------------------- |
| 1.                        | Shenzhen Xidesheng                 | 57h03m39s                 |                           |
| 2.                        | Mitchelton-BikeExchange            | + 3m58s                   |                           |
| 3.                        | Delko-Marseille Provence           | + 5m01s                   |                           |
| 4.                        | Canyon DHB p/b Bloor Homes         | + 5m06s                   |                           |
| 5.                        | St George Continental Cycling Team | + 5m33s                   |                           |
| 6.                        | Terengganu Inc-TSG Cycling Team    | + 7m32s                   |                           |
| 7.                        | Monkey Town-à Bloc CT              | + 7m51s                   |                           |
| 8.                        | Rússia                             | + 10m03s                  |                           |
| 9.                        | Hengxiang                          | + 17m16s                  |                           |
| 10.                       | HKSI                               | + 18m47s                  |                           |

## Evolução das classificações
| Etapa                 | Vencedor              | Classificação geral | Classificação por pontos | Classificação da montanha | Classificação do melhor chinês | Classificação por equipas |
| --------------------- | --------------------- | ------------------- | ------------------------ | ------------------------- | ------------------------------ | ------------------------- |
| 1.ª                   | Ilya Davidenok        | Ilya Davidenok      | Ilya Davidenok           | Ilya Davidenok            | Xianjing Lyu                   | Shenzhen Xidesheng        |
| 2.ª                   | Rory Townsend         | Ilya Davidenok      | Ilya Davidenok           | Ilya Davidenok            | Xianjing Lyu                   | Shenzhen Xidesheng        |
| 3.ª                   | Ivar Slik             | Ilya Davidenok      | Charles Page             | Ilya Davidenok            | Xianjing Lyu                   | Shenzhen Xidesheng        |
| 4.ª                   | Rory Townsend         | Ilya Davidenok      | Rory Townsend            | Ilya Davidenok            | Xianjing Lyu                   | Shenzhen Xidesheng        |
| 5.ª                   | Lev Gonov             | Ilya Davidenok      | Blake Quick              | Ilya Davidenok            | Xianjing Lyu                   | Shenzhen Xidesheng        |
| 6.ª                   | Jambaljamts Sainbayar | Artur Fedosseyev    | Blake Quick              | Artur Fedosseyev          | Xianjing Lyu                   | Shenzhen Xidesheng        |
| 7.ª                   | Alexei Shnyrko        | Artur Fedosseyev    | Blake Quick              | Artur Fedosseyev          | Xianjing Lyu                   | Shenzhen Xidesheng        |
| Classificações finais | Classificações finais | Artur Fedosseyev    | Blake Quick              | Artur Fedosseyev          | Xianjing Lyu                   | Shenzhen Xidesheng        |

## UCI World Ranking
O Tour de Fuzhou outorgou pontos para o UCI World Ranking para corredores das equipas nas categorias UCI World Team, Profissional Continental e Equipas Continentais. As seguintes tabelas mostram o barómetro de pontuação e os 10 corredores que obtiveram mais pontos:
| Posição             | 1.º | 2.º | 3.º | 4.º | 5.º | 6.º | 7.º | 8.º | 9.º | 10.º | 11.º | 12.º | 13.º-15.º | 16.º-25.º |
| Classificação geral | 125 | 85  | 70  | 60  | 50  | 40  | 35  | 30  | 25  | 20   | 15   | 10   | 5         | 3         |
| Por etapa           | 14  | 5   | 3   |     |     |     |     |     |     |      |      |      |           |           |
| Líder               | 3   |     |     |     |     |     |     |     |     |      |      |      |           |           |

| Classificação |                       |                               |       |       |       |       |
| Posição       | Ciclista              | Equipa                        | Geral | Etapa | Líder | Total |
| ------------- | --------------------- | ----------------------------- | ----- | ----- | ----- | ----- |
| 1.º           | Artur Fedosseyev      | Shenzhen Xidesheng            | 125   | 8     | 3     | 136   |
| 2.º           | Ilya Davidenok        | Shenzhen Xidesheng            | 85    | 15    | 14    | 114   |
| 3.º           | Carlos Quintero       | Ningxia Sports Lottery Livall | 70    | 8     | -     | 78    |
| 4.º           | Xianjing Lyu          | Hengxiang                     | 60    | 3     | -     | 63    |
| 5.º           | Lev Gonov             | Selecção da Rússia            | 35    | 19    | -     | 54    |
| 6.º           | Michael Vink          | St George Continental         | 50    | -     | -     | 50    |
| 7.º           | Jambaljamts Sainbayar | Ferei                         | 30    | 14    | -     | 44    |
| 8.º           | Artem Ovechkin        | Terengganu Inc-TSG            | 40    | -     | -     | 40    |
| 9.º           | Rory Townsend         | Canyon dhb p/b Bloor Homes    | 3     | 28    | -     | 31    |
| 10.º          | Bailey Walters        | Memil                         | 25    | -     | -     | 25    |